# Dąbrowa Zielona (gemeente)
De gemeente Dąbrowa Zielona is een landgemeente in het Poolse woiwodschap Silezië, in powiat Częstochowski.
De zetel van de gemeente is in Dąbrowa Zielona.
Op 30 juni 2004 telde de gemeente 4140 inwoners.

## Oppervlaktegegevens
In 2002 bedroeg de totale oppervlakte van gemeente Dąbrowa Zielona 100,33 km², waarvan:
- agrarisch gebied: 62%
- bossen: 31%

De gemeente beslaat 6,6% van de totale oppervlakte van de powiat.

## Demografie
Stand op 30 juni 2004:
| Omschrijving                   | Totaal | Totaal | Vrouwen | Vrouwen | Mannen | Mannen |
| ------------------------------ | ------ | ------ | ------- | ------- | ------ | ------ |
| eenheid                        | aantal | %      | aantal  | %       | aantal | %      |
| inwoners                       | 4140   | 100    | 2111    | 51      | 2029   | 49     |
| bevolkingsdichtheid (inw./km²) | 41,3   | 41,3   | 21      | 21      | 20,2   | 20,2   |

In 2002 bedroeg het gemiddelde inkomen per inwoner 1257,6 zł.

## Administratieve plaatsen (sołectwo)
Borowce, Cielętniki, Cudków, Dąbek, Dąbrowa Zielona, Lipie, Nowa Wieś, Olbrachcice, Raczkowice, Raczkowice-Kolonia, Soborzyce, Święta Anna, Ulesie.
Zonder de status sołectwo: Milionów, Niebyła, Rogaczew.

## Aangrenzende gemeenten
Gidle, Kłomnice, Koniecpol, Mstów, Przyrów, Żytno